# Музеј-диорама „Курски фронт – Белгородски правац”
Музеј-диорама „Курски фронт – Белгородски правац“ је најпосећенији музеј Белгорода. Посвећен Прокхоровој тенковској бици.

## Историја
Изградња музеја почела је у децембру 1984. године, а завршена је у новембру 1985. године. 
Исте године, 9. маја отворена је „Дворана војне славе“ са привременом изложбом фотографија. Након овог свечаног догађаја, музеј је био затворен да би се завршили грађевински радови и уметнички послови израде платна и предметног плана диораме. Свечано отварање музеја било је 4. августа 1987. Године, да би се истог датума 1993. године у музеју поставила стална изложба "На спаљеној земљи". 
Од 2007—2008. године експозицију чине екрани осетљиви на додир, са презентацијама о војним темама (снаге и састав зараћених страна, детаљне биографије команданата и учесника, комплетан опис оружја и опреме учесника битке, уверења и свакодневица учесника у ратним дејствима), и електронска Књига сећања са приступом сајту Министарства одбране «ОБД Мемориал», односно бази свих учесника Другог светског рата, војника, погинулих, умрлих и несталих.

## Зграда музеја
Зграда музеја је направљена у облику лука на високој бази. Оружје и опрема Црвене армије из периода Другог светског рата 1941-1945. године, постављена је на спољном изложбеном простору: тенкови Т-34-85, ИС-2, ИС-3; самоходни топови СУ-100, СУ-152; минобацач 60-мм (МТ-13); топ ПА-27; 122-мм хаубица; БМ-13 (чувена „Каћуша“) ракетно артиљеријско борбено возило најпознатије у ратним годинама, и модел авиона ЛА-7. 
На отвореном, иза главне зграде налази се видиковац са опремом из Другог светског рата. 
У 2008. години извршен је велики ремонт музејске зграде.

## Видиковац
Изложбени простор 1280,9 м²; привремене изложбе 124 м².

## Диорама
Диорама “Прохоровска тенковска битка” је највећа диорама у Русији. У основи идејно-уметничког плана приказана је тенковска битка на Прохоровском пољу 12. јула 1943. године, победа која је била прекретница у Курској бици. Диораму је креирала креативна група специјалиста студија М. Б. Грекова - народних уметника Руске Федерације Н. Бута, Г. Севостјанова, и В. Шербакова. 
Површина диорамског платна је 1005 м² (дужина 67 m, висина 15 m). Између слике и платформе за посматрање налази се рељефни приказ терена (предметни план), који заузима више од 500 квадратних метара. Уметници су репродуковали догађаје са висине од 252,2 метра, а гледаоцу се отвара поглед на битку 5. гардијске тенковске армије, до борбених формација 29. тенковског корпуса. 

## Музеј у филателији
Дана 28. јула 2009. године, издавачко предузеће „Марка“, за Пошту Русије штампало је тираж од 10.000 примерака поштанске марке „Курска битка-белгородски правац“ са приказом музеја-диораме. На маркици је написано: "Са жељама мира и среће из Белгорода - града војне славе." Фотограф - В. Бочкарев.  . 